# História da Igreja Adventista do Sétimo Dia no Brasil

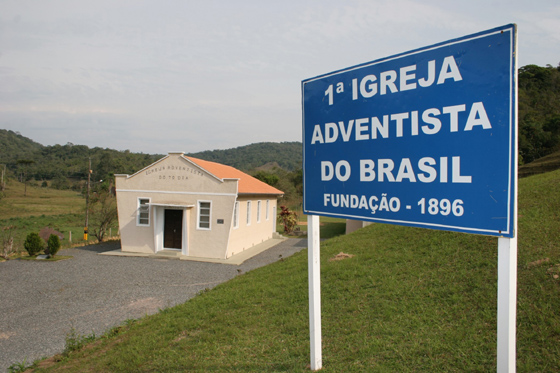
Primeira Igreja Adventista do Brasil em Gaspar Alto-SC

No Brasil o adventismo chegou em 1885 através de publicações que chegaram pelo porto de Itajaí com destino a cidade de Brusque, no interior de Santa Catarina. Em maio de 1893 chegou o primeiro missionário adventista, Alberto B. Stauffer que introduziu formalmente através da Colportagem os primeiros contatos com a população. Em abril de 1895 foi realizado o primeiro batismo em Piracicaba - SP, sendo Guilherme Stein Jr o primeiro batizado. Inicialmente os estados brasileiros com maior presença germânica foram atingidos pela literatura adventista. Conforme informações repassadas pelo pastor F Westphal, a primeira Igreja Adventista do Sétimo Dia em solo nacional foi estabelecida na região de Gaspar Alto, em Santa Catarina, em 1896, seguida por congregações no Rio de Janeiro e em Santa Maria de Jetibá, no Espírito Santo, todas no mesmo ano.
A primeira Igreja Adventista do Sétimo Dia do Brasil a realizar suas reuniões em português foi a igreja de Boa Vista do Guilherme, região onde hoje é a cidade de Lagoa dos Três Cantos, no Rio Grande do Sul. Essa igreja surgiu em 1898 através da influência das famílias Kümpel e Katwinkel, que espalharam a fé adventista pela região.

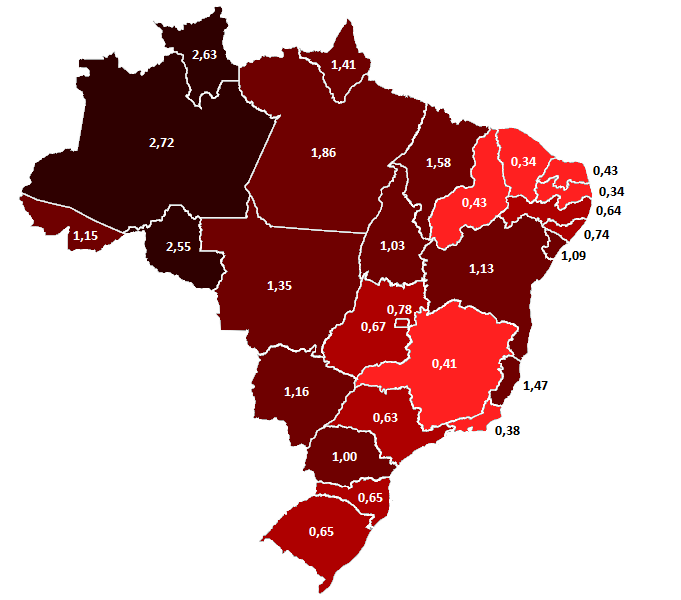
Percentual de Adventistas por Estado em 2010

A família alemã Kümpel e Katwinkel é originária da Renânia. Eram parentes de Johann Heinrich Lindermann (1802-1892). Em 1852, Lindermann fundou a "getaufte Christen-Gemeinde" (Igreja Cristã Batista), uma denominação batista que começou a santificar o Sábado na década de 1850.
Com a fundação da gráfica adventista em 1905 em Taquari - RS, ( atual Casa Publicadora Brasileira localizada em Tatuí-SP), o trabalho se estabeleceu entre os brasileiros e se expandiu em todos os estados.
Em 1960, surge o primeiro Clube de Desbravadores (departamento juvenil da IASD) na cidade de Ribeirão Preto.

## Educação
A primeira Escola Adventista no Brasil surgiu em 1896 na cidade de Curitiba. Em 2005 somaram-se 393 escolas de ensino fundamental e 118 do ensino médio com o total de 111.453 alunos e seis instituições de Ensino Superior (IES) com mais de cinco mil alunos que tem no Centro Universitário Adventista de São Paulo, sua matriz educacional. O UNASP como é conhecida esta IES, surgiu em 1915, no Capão Redondo, SP e hoje conta com três campus: na cidade de São Paulo, em Engenheiro Coelho e Hortolândia. Em 2007 a Educação Adventista foi citada como um das melhores instituições de educação no Brasil, pela revista Veja da editora Abril. Atualmente a Educação Adventista tem aproximadamente 525 unidades, com 280 mil alunos em todas as regiões do Brasil. É considerada a maior rede privada de ensino do mundo. 

## Saúde
O estabelecimento da Rede Adventista de Saúde no Brasil se deu, a princípio, com o trabalho pioneiro de médicos-missionários atuando no Rio Amazonas e em seus afluentes, prestando auxílio médico-odontológico às populações ribeirinhas. Essa história de pioneirismo na prevenção e restauração da saúde integral, foi iniciada em 1931 com a chegada do casal missionário norte-americano Leo e Jessie Halliwell, por meio do trabalho em uma pequena lancha chamada Luzeiro, nos rios dos estados do Pará e Amazonas. Em 1953, o casal montou um hospital com 18 leitos em Belém, o Hospital Adventista de Belém.  
Em 1942 foram inaugurados o Hospital Adventista Silvestre e o Hospital Adventista de São Paulo, e em 1976 foi inaugurado o Hospital Adventista de Manaus. Outros centros de saúde incluem: 
- Centro de Vida Saudável - CEVISA (Engenheiro Coelho/SP)
- Clínica Adventista de Curitiba - CLAC (Curitiba/PR)
- Clínica Adventista de Porto Alegre - CLAPA (Porto Alegre/RS)

## Demografia
| Ano  | Igrejas Organizadas | Membros da IASD | População do Brasil | Membros/ População |
| ---- | ------------------- | --------------- | ------------------- | ------------------ |
| 1950 | 147                 | 27.367          | 51 944 397          | 0,053%             |
| 1960 | 281                 | 60.239          | 70 992 343          | 0,085%             |
| 1970 | 584                 | 150.580         | 94 508 583          | 0,159%             |
| 1980 | 851                 | 280.675         | 121 150 573         | 0,232%             |
| 1990 | 2.103               | 531.264         | 146 917 459         | 0,362%             |
| 2000 | 3.841               | 936.575         | 169 590 693         | 0,552%             |
| 2010 | 6.674               | 1.267.738       | 190 755 799         | 0,665%             |
| 2022 | 10.266              | 1.764.770       | 203 062 512         | 0,869%             |

O número de membros da IASD no Brasil tem (em certa medida) acompanhado o crescimento populacional do país e sua dinâmica distribuição ao longo do território nacional. Após a Crise de 1929 e o consequente processo de industrialização do Brasil impulsionado por Getúlio Vargas e sua política industrial e que acarretou num intenso processo de êxodo rural intensificando a concentração populacional nas capitais e regiões metropolitanas, o país sofreu profundas transformações em sua dinâmica populacional, com taxas de crescimento populacional cada vez menores, fenômeno também verificado em outras partes do mundo, influenciados pelo aumento dos níveis de escolarização, urbanização e mudanças no mercado de trabalho acompanhada das transformações na estrutura familiar e da elevação do custo de vida.
Tais fatores contribuíram para o crescimento das denominações protestantes no Brasil e da Igreja Adventista do Sétimo Dia, em particular. Segundo o Censo realizado pelo Instituto Brasileiro de Geografia e Estatística (IBGE) em 2010 havia cerca de 42,3 milhões de fiéis no país, o que representava 22,2% da população brasileira. O Pew Research Center publicou também um estudo realizado entre 2013 e 2014 em que os protestantes já representavam 26% da população brasileira e, segundo pesquisa do Instituto de Pesquisa Datafolha, no fim de 2014 os protestantes já seriam 29% da população do país, mostrando um rápido crescimento do grupo religioso no país, parte de uma mais ampla ascensão das igrejas evangélicas na América Latina. E segundo o Latinobarómetro, em 2017, 27% da população brasileira era protestante.

### Atualmente
| Ano  | Igrejas Organizadas | Membros da IASD no Brasil |
| ---- | ------------------- | ------------------------- |
| 2010 | 6.674               | 1.267.738                 |
| 2011 | 7.076               | 1.309.791                 |
| 2012 | 7.415               | 1.373.232                 |
| 2013 | 7.780               | 1.447.470                 |
| 2014 | 8.106               | 1.513.038                 |
| 2015 | 8.418               | 1.599.465                 |
| 2016 | 8.752               | 1.655.524                 |
| 2017 | 9.006               | 1.666.125                 |
| 2018 | 9.250               | 1.676.350                 |
| 2019 | 9.558               | 1.723.409                 |
| 2020 | 9.697               | 1.729.459                 |
| 2021 | 9.987               | 1.732.833                 |
| 2022 | 10.266              | 1.764.770                 |
| 2023 | 10.497              | 1.807.503                 |
| 2024 | 10.728              | 1.824.191                 |

Ao longo das últimas quatro décadas, o crescimento demográfico do Brasil tem desacelerado rapidamente. Em 1940, o recenseamento indicava 41 236 315 habitantes; em 1950, 51 944 397 habitantes; em 1960, 70 070 457 habitantes; em 1970, 93 139 037 habitantes; em 1980, 119 002 706 habitantes; em 1991, 146 825 475 habitantes; em 2000, 169 590 693; em 2010, 190 755 799 habitantes; e em 2022, 203 062 512 habitantes. Em 50 anos, a população brasileira dobrou em relação aos 90 milhões de habitantes da década de 1970. Mas o envelhecimento da população está se acentuando: em 2020, o grupo de 0 a 14 anos representava 20% da população brasileira, enquanto os maiores de 65 anos eram 10%; em 2050, os dois grupos se igualarão em 18%. Segundo a Revisão 2008 da Projeção de População do IBGE, a partir de 2039, o número de brasileiros vai começar a declinar.
Em 2024, a IASD registrou 1.824.191 membros e 10.728 igrejas organizadas no Brasil. Assim, o Brasil é o país com o maior número de adventistas do sétimo dia no mundo, seguido pela Zâmbia, Filipinas, Estados Unidos da América, Índia e Quênia, respectivamente, (países com mais de 1 milhão de membros em 2020).
No Brasil, a IASD é a maior maior denominação protestante não pentecostal em número de membros, a frente da Convenção Batista Brasileira, que estimou 1.814.158 membros, em 13.899 igrejas e congregações em 2023. No mundo, a IASD estimou a presença de 23.684.237 membros em 2024, após crescimento anual constante da denominação nas décadas de 2010 e 2020.
A Região Norte do Brasil é a que possui a maior concentração de adventistas do sétimo dia, enquanto o Sudeste e Nordeste são as regiões com o menor percentual.